# دن اتوماتیک
دن اتوماتیک (انگلیسی: Dan the Automator؛ زادهٔ ۲۹ اوت ۱۹۶۶) موسیقی‌دان اهل ایالات متحده آمریکا است. وی از سال ۱۹۸۶ میلادی تاکنون مشغول فعالیت بوده‌است.